# Rosa Sonnescheinová
Rosa Sonnescheinová (12. března 1847, Prostějov – 12. května 1932, St. Louis) byla zakladatelka a redaktorka časopisu The American Jewess, prvního anglickojazyčného periodika zaměřené na americké židovské ženy.

## Život a činnost

### Původ a rodina
Rosa Sonnescheinová se narodila v roce 1847 v Prostějově jako dcera rabína Hirsche Baer Fassela a jeho ženy Fannie.
V roce 1864 se provdala za rabína Solomona Sonnescheina a přestěhovala se s ním postupně do jeho působišť ve Varaždíně, v Praze, v New Yorku a nakonec St. Louis ve státě Missouri.
Měli čtyři děti – Bena, Fanny, Leontinu a Monroa, kteří později přispívali do časopisu.
Sonnescheinová byla v St. Louis aktivní rebbecin a pořádala ženská setkání, sborové společnosti a později založil Pioneers, literární společnost židovských žen. Rosa a Solomon se rozvedli v roce 1893. Jejich postavení v rámci komunity a v té době vzácný rozvod způsobil rozruch, kterým se zabývaly dokonce New York Times. Rozvod byl rabínu Sonnescheinovi potvrzen z důvodu zanedbání rodiny, a tak Rosa zůstala bez alimentů, což ji přimělo k podnikání v žurnalistice.
Zemřela 5. března 1932 v St. Louis.

### Kariéra
Sonnescheinová byla umírněná liberálka, sympatizující se sionismem a věřil v synagogální práva žen.
V květnu 1893 se zúčastnila tiskového kongresu na Světové výstavě v Chicagu, kde hovořila o „novinářkách v Rakousku“. Zde formulovala potřebu vzniku časopisu určeného pro americké židovské ženy. Později téhož roku se zúčastnila kongresu židovských žen, kde získala podporu od mnoha židovských žen. Na kongresu byla vytvořena Národní rada židovských žen (NCJW), kterou Sonnescheinová podpořila. V dubnu 1895 založila a vydávala nový časopis nazvaný The American Jewess.
Byla velkou obdivovatelkou Theodora Herzla, který svůj první článek pro americké publikum zveřejnil v jejím časopise. Byla vyslána jako delegátka na první sionistickou konferenci v Basileji v roce 1897.

## Vybraná díla
- „The American Jewess.“ American Jewess (únor 1898)
- „The National Council of Jewish Women and Our Dream of Nationality“. American Jewess (říjen 1896)
- The Pioneers: An Historical Essay (květen 1880)
- „Plucked from the Grave“ Jewish Messenger (březen 1885)
- „Something About the Women's Congress in Brussles“. American Jewess (říjen 1897)
- „Three Kisses“ Translated from German by Julius Wise. American Jews' Annual (1884–85)
- „The Zionist Congress“. American Jewess (říjen 1897)